# フローラルフォーム
フローラルフォーム（'Floral-foam）はフェノール樹脂を原料とする生花用吸水スポンジのことである。一般的には「オアシス」という呼び方もされている。（これは日本で最初にフローラルフォームを販売したスミザーズオアシス社の商品名から由来しているものと考えられる）
現在ではフェノール樹脂だけでなくポリウレタン製のフォームも開発されている。
国産のフローラルフォームは松村工芸のアクアフォーム1社で、スミザーズオアシス社は日本では製造していない。（2008年現在） その他中国・マレーシア製の商品が廉価版として販売されている。

## 使用方法
主な使用方法は吸水させ生花を挿す。吸水方法はスタンプもしくはラインが入っている方を上面にし、そのまま水面に置くようにして吸水させる。このとき無理に吸水させようとして、力で沈めたりすると、外面のみ吸水し、内面は吸水せずに白く乾燥した部分が残ってしまうので注意が必要である。
この商品が世に出回る前は通称「ブラシ」と呼ばれるたわしを伸ばしたようなものを生花用バケツの中に押し込み、この上に生花を活けるというやり方や、
小枝などをバケツの中に詰め込んで活けていたというので、この商品の完成によりフラワーデザイナーはより3次元的なアレンジメントが可能になった。
最近よく見かけるようになった葬儀の際に生花のみで祭壇を作成する「生花祭壇」の下には殆どこのフローラルフォームが使用されている。